# Hydrellia decens
Hydrellia decens är en tvåvingeart som beskrevs av Cresson 1931. Hydrellia decens ingår i släktet Hydrellia och familjen vattenflugor.
Artens utbredningsområde är Maryland. Inga underarter finns listade i Catalogue of Life.